# Saint-Louet-sur-Vire

Saint-Louet-sur-Vire este o comună în departamentul Manche, Franța. În 1 ianuarie 2022 avea o populație de 209 de locuitori.